# Утово
Утово (мкд. Утово) је насеље у Северној Македонији, у југозападном делу државе. Утово припада општини Демир Хисар.

## Географија
Насеље Утово је смештено у југозападном делу Северне Македоније. Од најближег већег града, Битоља, насеље је удаљено 25 km северно.
Утово се налази у југоисточном делу области Демир Хисар. Насеље је положено у горњем делу тока Црне реке, у долинском делу. Источно од насеља издиже се планина Древеник, а западно се издиже Плакенска планина. Надморска висина насеља је приближно 680 метара.
Клима у насељу је континентална.

## Становништво
По попису становништва из 2002. године Утово је имало 35 становника.
Претежно становништво у насељу су етнички Македонци (100%).
Већинска вероисповест у насељу је православље.